# Die Teufelin
Die Teufelin (englischer Originaltitel: She-Devil) ist eine US-amerikanische Filmkomödie aus dem Jahr 1989. Die Regie führte Susan Seidelman, das Drehbuch schrieben Barry Strugatz und Mark R. Burns anhand des Romans The Life and Loves of a She-Devil von Fay Weldon. In den Hauptrollen spielen Roseanne Barr, Meryl Streep und Ed Begley junior.

## Handlung
Ruth Patchett ist eine übergewichtige Frau. Sie ist mit Bob verheiratet und lebt mit ihm und den zwei gemeinsamen Kindern Andy und Nicolette in einem typischen Vorort von New York. Ihr Ehemann, ein erfolgreicher, aufstrebender Steuerberater, lernt auf einer Party die berühmt-berüchtigte Liebesromanautorin Mary Fisher kennen und beide beginnen noch in derselben Nacht eine Affäre. Ruth, die sofort Verdacht schöpft, versucht zunächst die Sache herunterzuspielen, macht sich dann aber doch ernsthafte Gedanken über ihre Beziehung zu Bob. Dieser lässt sich immer seltener zu Hause sehen und nimmt einen Streit mit Ruth als willkommenen Anlass, seine Koffer zu packen. Beim Abschied nennt er ihr die vier positiven Dinge in seinem Leben: ein Zuhause, eine Familie, die ihm treu und ergeben ist, eine erfolgreiche Karriere und die Freiheit, die Früchte seiner Arbeit zu genießen. Als negativen Punkt gäbe es nur Ruth. Sie sei eine schlechte Mutter, eine lausige Ehefrau und eine grauenvolle Köchin, gar keine Frau, sondern eine Teufelin. Bob verlässt sie und die Kinder und fährt zu Mary in ihre Villa auf Long Island.
Ruth ist so erzürnt, dass sie einen Racheplan gegen Bob und Mary entwickelt. Sie notiert sich Bobs wichtige vier Punkte auf einen Zettel und sorgt als Erstes dafür, dass das Haus abbrennt. Die von der Schule heimkehrenden Kinder „packt“ sie ins Taxi, streicht Punkt 1 ihres Zettels und lädt sie bei Mary und Bob ab, der erfolglos protestiert.
Wenig später lässt sich Ruth im „Golden Twilight Seniorenheim“ anstellen. In diesem Heim lebt Marys Mutter, und mithilfe der Krankenschwester Hooper, die Ruth hier kennenlernt, sorgt sie dafür, dass man Marys Mutter nicht länger im Heim behalten will. So zieht sie mit bei ihrer Tochter ein, die mittlerweile schon mit Bobs Kindern überfordert ist.
Ruth streicht Punkt 2 ihres Zettels und fährt zurück nach New York. Hooper, zu der sich inzwischen eine Freundschaft entwickelt hat, begleitet sie und bringt ihre Ersparnisse von 55.000 $ mit. Mit diesem Geld eröffnen sie in New York eine Arbeitsvermittlung für unsichere und benachteiligte Frauen. Ruth schickt die junge, gut aussehende Buchhalterin Olivia in Bobs Firma und erfährt so, dass Bob Zinsen veruntreut und sie auf einem Schweizer Bankkonto deponiert hat. Die beiden Frauen brechen eines Abends in die Firma ein und überweisen 200.000 $ von einem Kundenkonto in die Schweiz. Ruth findet im Büro Beweise für Bobs Affäre mit Olivia, die sie an Mary schickt. Dann lässt sie sich mit der Finanzbehörde verbinden und streicht Punkt 3 auf dem Zettel.
Bob wird schon bald von der Polizei wegen der Unterschlagung festgenommen. Und da über Ruths Arbeitsvermittlung eine ihrer Klientinnen am Gericht arbeitet, gelingt es einen Richter zu finden, der Bob schuldig spricht. Ruth ist im Gericht anwesend, als Bob zu 18 Monaten Haft und 250.000 $ Geldstrafe verurteilt wird und streicht Punkt 4 ihrer Liste. Mary muss ihr Haus verkaufen, da sie bei dem häuslichen Stress kein vernünftiges neues Buch zustande brachte.
Ruth verbrennt den Zettel mit den vier Punkten, da sie am Ziel ist. Als Mary ein neues dokumentarisches Werk, „Vertrauen und Verrat“, herausbringt, mit dem sie sehr erfolgreich ist, lässt Ruth sich ein Buch signieren. Dabei leuchten kleine rote Blitze in ihren Augen auf.

## Rezeption
Roger Ebert schrieb in der Chicago Sun-Times vom 8. Dezember 1989, dass ein gemeinsamer Film mit Roseanne Barr und Meryl Streep noch einige Jahre zuvor undenkbar gewesen wäre. Roseanne Barr sei gut besetzt; Meryl Streep – die normalerweise „tragische Frauen“ spiele – habe in ihrer ungewohnten Rolle Spaß gehabt. Susan Seidelman, die zuvor die Regie der Komödie Making Mr. Right – Ein Mann à la Carte führte, habe Sinn für einen Humor, der auf der „verdrehten Logik der Charaktere“ beruhe.
Hal Hinson schrieb in der Washington Post vom 8. Dezember 1989, dass die Geschichte zwar feministisch wirke, sie müsse dann aber der Feder einer Feministin entstammen, die „sich selbst hassen“ würde. Roseanne Barr wirke nicht zauberhaft. Meryl Streep habe ein „natürliches“ komödiantisches Talent, ihre Mary Fisher wirke wie eine Skulptur von Scarlett O’Hara aus Speiseeis. Ed Begley junior wirke nicht besonders sexy, weswegen sein Charakter im Duell zwischen zwei Frauen nur eine untergeordnete Rolle spiele.

## Auszeichnungen
Meryl Streep wurde im Jahr 1990 für den Golden Globe Award nominiert.

## Hintergründe
Die Dreharbeiten fanden in New York City, in Port Jefferson (Suffolk County, New York) und in Union (New Jersey) statt. Das Einspielergebnis in den Kinos der USA betrug ca. 15,4 Millionen US-Dollar.
Der pinkfarbene Notizzettel, der sich als Roter Faden durch die Geschichte zieht, und auf dem Ruth Bobs vier Punkte „1. Home 2. Family 3. Career 4. Freedom“ notiert hat, ist bei jeder Nahaufnahme anders geschrieben.